# Abdurrahman al-Barrak
Abdurrahman bin Nasir al-Barrak (arabisch عبدالرحمن بن ناصر براك بن إبراهيم البراك, DMG ʿAbd ar-Raḥmān b. Nāṣir al-Barrāk b. Ibrāhīm al-Barrāk; * 1933 in al-Bukairiya, Saudi-Arabien) ist ein islamischer Religionsgelehrter in Saudi-Arabien.
Abdurrahman al-Barrak wurde 1933 in Saudi-Arabien geboren. Sein Vater starb früh, der Junge erblindete mit 9 Jahren. Mit 12 Jahren konnte er bereits den Koran auswendig und lernte unter anderem bei Scheich Abd al-Aziz ibn Baz. In den frühen 1950er Jahren arbeitete al-Barrak an der Imam Muhammad bin Saud Islamic University sowie am College für Schariarecht.
Einer breiteren Öffentlichkeit wurde er durch umstrittene Fatwas bekannt. Im März 2008 drohte al-Barrak zwei Journalisten der Zeitung Al-Riyadh, Abdullah ibn Bidschad al-Utaibi und Yusuf Abu l-Chail, mit dem Tode, weil beide „ketzerische Artikel“ veröffentlicht hätten. 2010 drohte er denen, die sich für eine Gleichberechtigung der Geschlechter einsetzen, mit dem Tode, da dies der Scharia widerspreche.